# ST-2
ST-2はシンガポール・テレコムと台湾の中華電信が共同所有する通信衛星。2011年5月20日に打ち上げられた。

## 概要
企業等が通信サービスに利用する商用衛星で、ST-1の後継機にあたる。
三菱電機がプライムコントラクターとして受注し、DS2000衛星バスが採用されている。これによってST-2は日本のメーカーが初めて海外の商用衛星を受注した衛星となった（なお日本初の国産商用衛星はSUPERBIRD C2）。
2011年5月20日、17時38分(ギアナ現地時間)、ギアナ宇宙センターELA-3からインドのGSAT-8と共にアリアン5 ECAロケットによって打ち上げられた。
KuバンドとCバンドのトランスポンダーを搭載し、寸法は高さ6.21m、直径3.75m、太陽電池パドル展開時の翼長は31.6m。打上げ時の質量は5090kg。設計寿命は15年で、東経88度の静止軌道で運用される。シンガポール、台湾、中近東、インドから中央アジア、東南アジアの広範囲にテレコミュニケーションサービスを提供する。